# Hombre rico, hombre pobre (novela)
Hombre rico, hombre pobre (Rich Man, Poor Man) es una novela escrita por Irwin Shaw en 1969. Se trata de la última de las novelas del período medio de Shaw antes de empezar a concentrarse en sus últimas obras, como la tarde en Bizancio, Trabajo nocturno, Pan sobre las aguas, y Las pérdidas aceptables, sobre la inevitabilidad de la muerte inminente. El título está tomado de la canción infantil "Tinker, Tailor".

## Antecedentes
Publicado originalmente como un cuento en la revista Playboy , se convirtió en un best-seller internacional cuando se publica como una novela. La mayor parte de la novela se refiere a los tres hijos de María Pease Jordache y Axel - la mayor, Gretchen, el hijo del medio, Rudolph, y el más joven, Thomas. Es una crónica de sus experiencias desde el final de la Segunda Guerra Mundial hasta finales de 1960.

## Resumen
La historia narra la vida de tres hermanos: Gretchen, Rudolph y Thomas, los hijos del inmigrante alemán Axel Jordache y de Mary Pase Jordache. Todos ellos viven en Port Philip y para sobrevivir, se mantienen con los escasos ingresos de la "Panadería Jordache". 
El hilo conductor de la historia es el encuentro entre Gretchen y Teddy Boylan, el presidente de la "Fábrica de ladrillos Boylan", donde ella trabaja. Gretchen odiaba a Boylan, pero apreciaba su conocimiento de la vida. 

## Personajes
- Principales:

- Axel Jordache: Esposo de Mary Pase, madre de Gretchen, Rudolph y de Thomas. Era un exveterano de la Primera Guerra Mundial, que servía en el Ejército Alemán. Fue criado por prostitutas en Hamburgo. Allí mata y roba a un inglés. Así, con el dinero, logra viajar a Estados Unidos. Es el panadero de la "Panadería Jordache", ubicada en Port Philip. Se suicida ahogándose en el Río Hudson.
- Mary Pase Jordache: Esposa de Axel Jordache y madre de tres hijos. Era una huérfana que fue criada por monjas. Odiaba a su esposo, a su hija (a la cual llamó "Ramera") y a Thomas. A los 19 años, cuando se casó con Axel, intentó suicidarse. Durante el transcurso de la novela, escribirá una carta de suicidio y luego la romperá.
- Gretchen Jordache: Trabajaba en la "Fábrica de ladrillos Boylan" y era ayudante voluntaria en el Hospital de Port Philip. Allí, Arnold, un  soldado afroamericano, se le insinúa.
- Rudoplh Jordache: Hijo del medio. Es muy querido por su padre y su madre. Es un muy buen estudiante y atleta (corre 220 yardas en 23`8). Posee doble personalidad: una, la que aparenta, y otra, la que solo él conoce que existe. Su padre le regaló una trompeta para su cumpleaños. Para la familia, él era el futuro y el que más prometía lograr. Se enamoró de su profesora de Francés, Miss Lenaut. Su primera novia fue Julie. Formó una orquesta con sus amigos, a la cual denominó River Five.
- Thomas Jordache: Hijo del medio.Es un peleador callejero, que no le interesa en lo absoluto el estudio. Constantemente se meterá en líos. Su amigo de Port Philip era Claude Tinker.
- Teddy Boylan: Multimillonario de 40 años, presidente de la "Fábrica de ladrillos Boylan", jefe de Gretchen. Se acostará con ella y luego le pedirá casamiento, a lo que ella se negará rutundamente.
- Falconetti:

*Secundarios:
- Miss Lenaut: Profesora de Francés de Rudy. Descubre en clase a rudy mientras la dibujaba desnuda.Cuando el padre de rudy viene a hablar con ella sobre el comportamiento inadecuado de él, Axel la golpea.
- Claude Tinker: Amigo de Tom. Lo empuja a su amigo a que se meta en líos. Durante el día de la victoria estadounidense, él y Tom incendian una cruz cerca de la Casa de Boylan. Durante el hecho, Claude se quema el brazo. Tom lo lleva a la casa de su tío, pues el hecho era demasiado grave para llevarlo al hospital, porque todos se darían cuenta de que ellos fueron los vándalos. Acusa a Tom de "instigarle" para hacer lo que hicieron, cosa que le valdrá el exilio a Tom desde Port Philip hasta Elysium.
- Dominic Joseph Agostino: Boxeador de Boston. Dará trabajo a Tom.
- Julie: Primera novia de Rudolph.
- Willie Abbot: Veterano de guerra estadounidense, primer esposo de Gretchen. Tiene un hijo con ella llamado Billy.
- Billy Abbot: Hijo de Gretchen y Willie.
- Clothilde: Sirvienta de la Harold Jordache. Vive en Elysium. Se enamora de Thomas.